# Belisario Porras
 Belisario Porras  is een deelgemeente (corregimiento) van de gemeente (distrito) San Miguelito in Panama. In 2015 was het inwoneraantal 54.000.